# 山元八郎
山元 八郎（やまもと はちろう、1948年 - ）は、徳島県美馬郡つるぎ町出身のプロ釣り師。

## 経歴
徳島県つるぎ町で育ち、幼少期は貞光川で釣りをしていた。その後、「徳島つろう会」に入会し、徳島県釣り連盟八代目名人位を獲得。
1989年には全日本グレ釣り王座決定戦で優勝。同年に行われた全日本ハエ釣り王座決定戦で優勝。1992年には全日本グレ釣りトーナメント、全日本アユ釣り王座決定戦などの大会で優勝する。
2005年からはスカイ・エーより『釣り情報 山元八郎の濡れ手に魚』が放送され、パーソナリティー・監修を勤める。
2009年にはグレ釣りのノウハウをまとめた『山元八郎・驚異のグレ爆釣法DVD』を発売。

## 著書
週刊釣りサンデー
- 『ひらめきグレ釣り―山元八郎技の集大成』（1997年）
- 『なるほど!グレ釣り―山元八郎超絶技の最前線』（2003年）